# Austin Vetter
 Austin Anthony Vetter, né le 13 septembre 1967 à Linton, est un évêque catholique américain, actuel évêque du diocèse d'Helena dans le Montana.

## Biographie
Austin Vetter poursuit ses études à la North Dakota State University de 1985 à 1989, puis il entre au séminaire, au Cardinal Muench Seminary de Fargo, où il étudie de 1986 à 1989, et ensuite à Rome au collège pontifical nord-américain, et il obtient un bachelor's degree en Sacrée Théologie de l'université pontificale Saint-Thomas-d'Aquin en 1992. Il est ordonné prêtre le 29 juin 1993 pour le diocèse de Bismarck,.
Après son ordination, Austin Vetter devient vicaire à la cathédrale du Saint-Esprit de Bismarck, tout en étant professeur de religion à la St. Mary's Central High School de Bismarck (1994-1999). Ensuite, il est curé de l'église Saint-Martin de Bismarck, et curé de Saint-Patrick de Dickinson et de Saint-Léon-le-Grand de Minot. entre 2004 et 2007, il est enseignant à la Creighton University pour la formation des prêtres, puis directeur de la formation spirituelle du collège pontifical nord-américain (où il avait fait ses études) de 2012 à 2018. Il est nommé recteur de la cathédrale du Saint-Esprit de Bismarck en 2018,  avant d'être nommé évêque d'Helena, le 8 octobre 2019,,. Il est consacré évêque le 20 novembre 2019.